# 沈劍虹
沈劍虹（1908年7月2日—2007年7月12日），字瑞文，中華民國政治人物、外交官，末任中華民國駐美國大使，任內經歷了聯合國大會2758號決議、美國與中華民國斷交。

## 生平

### 早期背景
1908年，沈劍虹生於上海蘇州河北虹口沈家灣，父親與友人合股開設磚瓦廠，收入不豐，籌措子女學費時有困難。讀完光華附中後曾以翻譯餬口，後靠在高中畢業，進入郵局工作的大哥資助，先就讀滬江大學，再轉學到北平燕京大學。曾在上海英文報大陸報服務，總主管是董顯光。工作兩年後，就讀密蘇里大學新聞研究院。

### 進入新聞圈
1936年1月返華，經董顯光介紹，進入由蕭同茲主持之中央通訊社，擔任英文部編譯。1937年淞滬戰爭爆發前，奉調至上海分社工作，後至武漢中央宣傳部國際宣傳處，擔任英文編撰科科長。1938年10月下旬，隨處西撤於11月中旬至重慶。1939年與魏惟儀（魏景蒙之妹）結婚。1943年外放赴美主持國際宣傳處駐金山辦事處。1947年，國際宣傳處改組為行政院新聞局，出掌主管國際宣傳的第二處處長職。1948年12月，奉派前往香港行政院新聞局設立辦事處。

### 短暫離開公職
因中華民國政府遷廣州、成都、臺灣，新聞局解散，離開公職。先後在香港中國郵報、英文虎報、麗的呼聲有線廣播電台工作，先後七年，直到1956年。

### 總統府秘書
1956年，經陶希聖介紹，出任總統府秘書，為蔣介石翻譯《蘇俄在中國》一書為英文。在工作上接待過多位訪華的重要賓客，包括美國國務卿杜勒斯、美國總統艾森豪等人。

### 行政院新聞局長
1961年兼任新聞局長、中央電影公司董事長。

### 外交官生涯
1966年出任中華民國駐澳大利亞大使。1968年回國任外交部次長，1971年出任駐美大使。

1971年夏天，沈剑虹赴美就任中华民国驻美大使，并與時任美國國家安全顧問的基辛格見面，當時基辛格曾當面表示美國絕對會堅定地支持中華民國。然而，基辛格在同年訪問巴基斯坦時，以腹痛为名取消原定的公开活动，暗中前往北京與周恩來會面，秘密推動中华人民共和国與美国的關係正常化，將中华民国駐美大使的沈劍虹蒙在鼓裡。在同年10月的聯合國大會中，美國以棄權的方式讓聯合國通過了「聯合國大會2758號决議」：
恢复中华人民共和国的一切权利，承认她的政府的代表为中国在联合国组织的唯一合法代表并立即把蒋介石的代表从它在联合国组织及其所属一切机构中所非法占据的席位上驱逐出去。
決議前时任中华民国外交部長的周書楷已宣佈中華民國政府退出聯合國，並且告知未參加中華民國聯合國代表團的中华民国駐美大使沈劍虹。

### 任职駐美大使
1972年美國總統尼克森訪華，在上海簽訂上海公報，完全將中華民國封閉在信息網之外。隨後中華人民共和國政府与美国双方之间进行了更多的交流，包括继任的美國總統杰拉尔德·福特訪華、鄧小平訪美，对此，沈剑虹都只能概括承受。1979年中華人民共和國與美利坚合众国正式建交；沈剑虹黯然地離開中華民國驻美大使館，降下中华民国国旗，返回台北。他成為中華民國最後一位正式官銜為特命全權大使的駐美大使，而後驻美大使的職務由駐美代表取代。

### 總統府國策顧問
1979年中華民國與美國斷交後，回台灣任總統府國策顧問。

## 荣誉

### 中华民国勋章奖章
- 二等景星勋章（1966年10月13日批准[3]）

## 著作
1. 《使美八年紀要》，1981年完成[1]，為擔任中華民國駐美大使時期的回憶錄。
2. 《半生憂患》，為回憶個人外交及新聞工作點滴的個人文集。

## 參看
- 中華民國外交
- 中華民國與美國關係
- 安克志（末任美國駐中華民國大使）